# Pahang

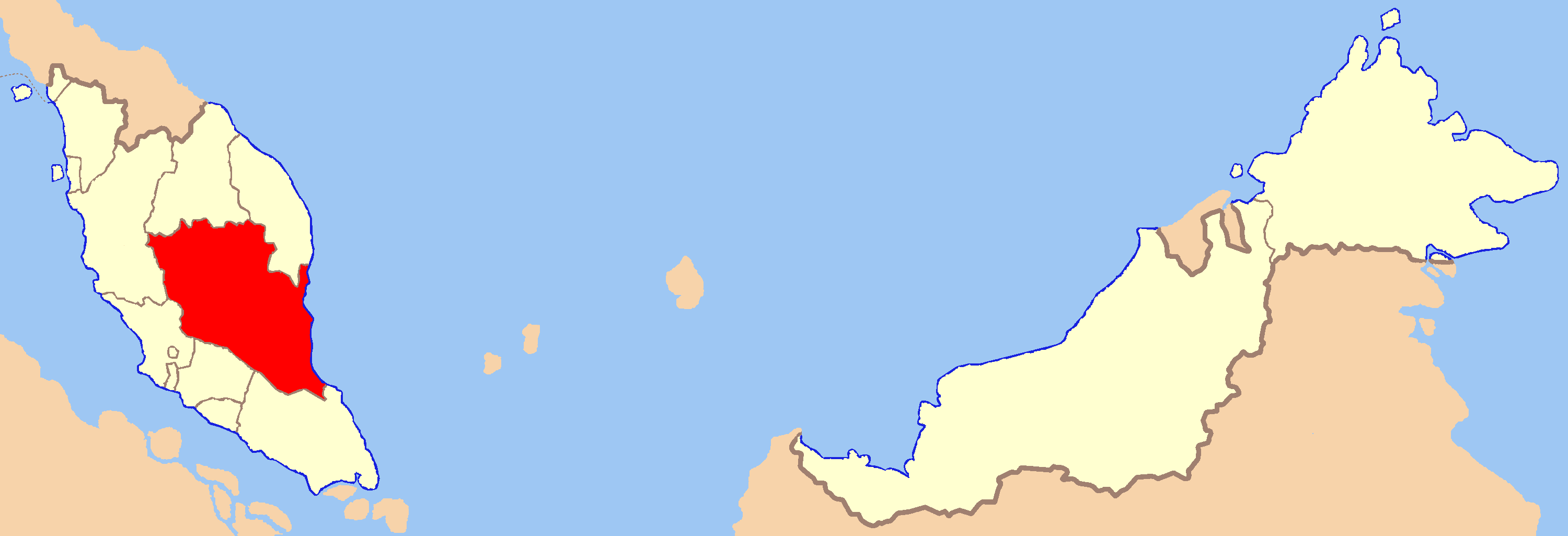
Pahang elhelyezkedése Malajziában

Pahang zászlaja

Pahang (Jawi írással: ڨهڠ) Malajzia legnagyobb állama a Maláj-félszigeten, az ország egészét tekintve a harmadik legnagyobb, amely a Pahang-folyó medencéjében terül el. Arab nyelven Darul Makmur („a csönd lakhelye”) néven is emlegetik. 
Területe 35 964 km², népessége 1 396 500 (2007-es becslés).
Északi szomszédja Kelantan, nyugatra Perak, Selangor és Negeri Sembilan, délen Johor, keleten pedig Terengganu és a Dél-kínai tenger. 
Fővárosa Kuantan, az uralkodói székhely azonban Pekan. Más jelentős városai: Jerantut, Kuala Lipis, Temerloh és a hegyi üdülőhelyek Genting Highlands, Cameron Highlands, Bukit Tinggi és Fraser's Hill. 
Pahangban mintegy egymillió maláj és bumiputra él, 233 ezer kínai, 68 500 indiai, 13 700 egyeb nemzetiségű és 68 ezer nem maláj állampolgár.